# 芝山古墳・はにわ博物館
芝山古墳・はにわ博物館（しばやまこふん・はにわはくぶつかん）は、千葉県山武郡芝山町にある芝山町立の古墳と埴輪の博物館である。

## 概要
千葉県は、古墳所在基数が全国第2位の13,112基、遺跡出土遺物量も全国3位に上り、特に前方後円墳については677基が確認されており全都道府県中最多であり（2位は茨城県の445基）、そして芝山町の周辺には、5世紀から8世紀頃にかけて造営されたと推定される古墳群が集中しており、埴輪等の出土品も豊富である。これらの歴史遺産を、小学生にも親しめるように「わかりやすく、かつ楽しく、現代からみた古墳時代を」とのコンセプトに基づき展示する施設として、1988年（昭和63年）5月1日に、芝山公園内に開設された。

## 展示内容

### 第1展示室
- 古墳や埴輪に関する基礎的な理解を得るための展示。
- 小川台古墳群、蕪木古墳群、山田・宝馬古墳群等、周辺の古墳から出土した埴輪群。
- 芝山古墳群の殿塚古墳・姫塚古墳から出土した葬送埴輪列の再現展示。

### 第2展示室
- 埴輪による復元衣装。
- 古墳時代の復元住居。

### 第3展示室
- 古墳分布図。
- 仏像など古墳時代から仏教受容への移行を示す展示。

### その他
- 芝山町周辺の遺跡出土物を中心とした企画展[5]を開催している。

## 他研究機関との連携
- 日本大学文理学部と協力して、展示や講演等の企画を行っている[6][7]。

## 観光資源としての役割
- 芝山町のイベントとして毎年11月に開催され、古墳時代を再現する祭りとなっている『芝山はにわ祭』を支援している[8][9]。
- 外務省が推進する『成田国際観光モデル地区』の「成田ウェルカムカード」参加施設[10]。